# مدل‌سازی جامد

هندسه مدل‌سازی جامد به صورت کامل در فضای ۳-بعدی ترسیم شده‌است؛ شکل از هر زاویه ای قابل مشاهده است.

--- این مقاله در دست ترجمه است لطفاً پاک نشود! ---
مدل‌سازی جامد (یا مدل‌سازی) مجموعه‌ای ثابت از اصول برای مدل‌سازی ریاضی و رایانه ای جامدات سه بعدی است. مدل‌سازی جامد با تأکید بر وفاداری فیزیکی از مناطق مرتبط مدل‌سازی هندسی و گرافیک رایانه ای متمایز می‌شود. اصول مدل‌سازی هندسی و جامد، پایه و اساس طراحی سه بعدی - رایانه ای را تشکیل می‌دهد و به‌طور کلی از ایجاد، تبادل، تجسم، انیمیشن، بازجویی و حاشیه نویسی از مدل‌های دیجیتالی اشیا physical فیزیکی پشتیبانی می‌کند.

## مبانی ریاضیاتی

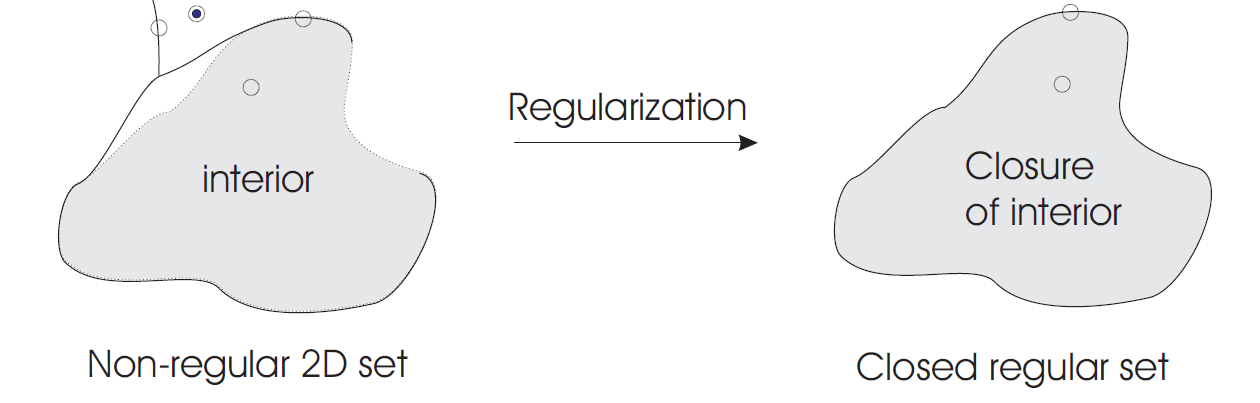
تنظیم یک مجموعه ۲ بعدی با بسته شدن فضای داخلی آن

### مدل‌سازی پارامتری
مدل‌سازی پارامتری از پارامترها برای تعریف یک مدل استفاده می‌کند (به عنوان مثال ابعاد). نمونه‌هایی از پارامترها عبارتند از: ابعادی که برای ایجاد ویژگی‌های مدل، تراکم مواد، فرمول‌هایی برای توصیف ویژگی‌های پاک شده، داده‌های وارد شده (که به عنوان مثال یک سطح مرجع را توصیف می‌کنند) استفاده می‌شود. پارامتر ممکن است بعداً اصلاح شود و مدل برای بازتاب این تغییرات اصلاح می‌شود. به‌طور معمول رابطه ای بین قطعات، مجموعه‌ها و نقاشی‌ها وجود دارد. یک قسمت از چندین ویژگی تشکیل شده‌است و یک مجموعه از چندین قسمت تشکیل شده‌است. نقشه‌ها را می‌توان از قسمت‌ها یا مجموعه‌ها تهیه کرد.
مثال: یک شفت با اکسترود کردن یک دایره به عرض ۲ میلیمتر ایجاد می‌شود. توپی به انتهای شفت جمع می‌شود. سپس شفت به طول ۲۰۰ میلی‌متر تبدیل می‌شود (بر روی شفت کلیک کنید، اندازه طول را انتخاب کنید، تا ۲۰۰ تغییر دهید). وقتی مدل به روز شود شفت به طول ۲۰۰ میلی‌متر در می‌آید، توپی به انتهای شافت که در آن مونتاژ شده‌است منتقل می‌شود و نقشه‌های مهندسی و خصوصیات جرم به‌طور خودکار تمام تغییرات را منعکس می‌کنند.
در ارتباط با پارامترها، اما کمی متفاوت، محدودیت‌ها هستند. محدودیت‌ها روابط بین موجودات هستند که شکل خاصی را تشکیل می‌دهند. برای یک پنجره، اضلاع ممکن است به صورت موازی و با طول یکسان تعریف شوند. مدل‌سازی پارامتری واضح و شهودی است. اما در سه دهه اول CAD اینگونه نبود. اصلاح به معنی کشیدن مجدد، یا افزودن برش یا برآمدگی جدید بر روی برش‌های قدیمی است. ابعاد نقشه‌های مهندسی به جای نشان داده شدن ایجاد شده‌است. مدل‌سازی پارامتری بسیار قدرتمند است، اما در مدل‌سازی به مهارت بیشتری نیاز دارد. یک مدل پیچیده برای یک قطعه قالب تزریق ممکن است هزار ویژگی داشته باشد، و تغییر یک ویژگی اولیه ممکن است باعث از بین رفتن ویژگی‌های بعدی شود. مدلهای پارامتری ای که ماهرانه ایجاد شده‌اند، برای نگهداری و اصلاح آسان ترند. مدل‌سازی پارامتری نیز به استفاده مجدد از داده‌ها کمک می‌کند. به عنوان مثال می‌توان یک خانواده کامل از پیچ‌ها را در یک مدل قرار داد.

### مدل‌سازی جامد پزشکی
از توموگرافی محوری محوری و اسکنرهای تصویربرداری تشدید مغناطیسی می‌توان برای ایجاد مدلهای جامد از ویژگیهای داخلی بدن، اصطلاحاً رندر حجمی، استفاده کرد. از اسکنرهای نوری سه بعدی می‌توان برای ایجاد ابرهای نقطه ای یا مدل‌های مش چند ضلعی از ویژگی‌های بدنه خارجی استفاده کرد.
کاربرد مدل‌سازی جامد پزشکی؛
- تجسم
- تجسم بافتهای خاص بدن (به عنوان مثال فقط رگهای خونی و تومور)
- طراحی پروتز، ارتز و سایر وسایل پزشکی و دندانپزشکی (که این کار را بعضی اوقات سفارشی سازی گسترده می نامند)
- ایجاد مدل‌های شبکه‌های چند ضلعی برای نمونه سازی سریع (به عنوان مثال برای کمک به جراحانی که برای جراحی‌های دشوار آماده می‌شوند)
- ترکیب مدل‌های شبکه چند ضلعی با مدل جامد CAD (به عنوان مثال طراحی قطعات تعویض مفصل ران)
- تجزیه و تحلیل محاسباتی از فرایندهای پیچیده بیولوژیکی، مانند جریان هوا، جریان خون
- شبیه‌سازی محاسباتی از دستگاه‌های پزشکی جدید و کاشت در داخل بدن

اگر استفاده، فراتر از تجسم داده‌های اسکن شده باشد، فرایندهایی مانند تقسیم تصویر و شبکه بندی مبتنی بر تصویر، برای توصیف هندسی دقیق و واقعی از داده‌های اسکن شده لازم است.

### مهندسی
- هندسه محاسباتی
- گرافیک کامپیوتری
- نقشه مهندسی
- نمایندگی مرز اولر
- لیست شرکت‌های CAx

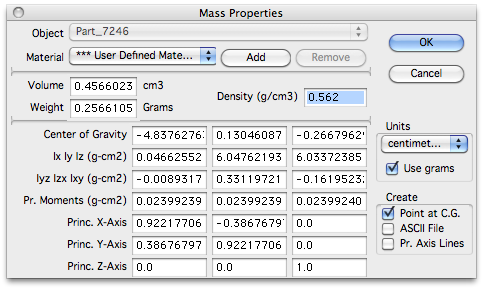
پنجره ویژگیهای جرم یک مدل در کبالت

- PLaSM - زبان برنامه‌نویسی مدل‌سازی جامد.
- نقشه فنی

- کتابخانه sgCore C ++ / C #
- انجمن مدل‌سازی جامد